# Réserve nationale de faune de la Baie-Wellers
La réserve nationale de faune de la Baie-Wellers (anglais : Wellers Bay National Wildlife Area) est une réserve nationale de faune du Canada située dans le comté de Prince Edward en Ontario. Elle protège l'un des derniers cordons littoraux sauvages du lac Ontario.

## Géographie
La réserve nationale de faune de la Baie-Wellers a une superficie de 40 ha et est composée des îles Bald, Fox et Baldhead et de la plage Baldhead. Elle est située dans le comté de Prince Edward, au sud de Trenton.

## Histoire
En 1969, le ministère de la Défense nationale a transféré la péninsule Baldhead, la plage Baldhead ainsi que les îles Bald et Fox au service canadien de la faune dans le but d'en faire une aire protégée. Elle sera établie comme réserve nationale de faune en 1977.

## Milieu naturel
Les forêts des îles offrent des lieux de reproduction aux fauvettes, aux viréos, aux moucherolles et aux grives. Ses eaux offrent une halte migratoire pour les fuligules, la harelde kakawi (Clangula hyemalis), la macreuse brune (Melanitta fusca), le plongeon huard (Gavia immer), les grèbes. Les prairies sont visitées par de nombreuses espèces de passereaux, la pie-grièche migratrice (Lanius ludovicianus) et la maubèche des champs (Bartramia longicauda). Plusieurs espèces en péril sont présentes dans la réserve comme le petit blongios (Ixobrychus exilis), le pluvier siffleur (Charadrius melodus), le monarque (Danaus plexippus), la couleuvre à nez plat (Heterodon platirhinos) et la couleuvre mince (Thamnophis sauritus).